# Округ Пенобскот (Мејн)
Пенобскот (енгл. Penobscot County) је округ у америчкој савезној држави Мејн.

## Демографија
По попису из 2010. године број становника је 153.923, што је 9.004 (6,2%) становника више него 2000. године.
| Група             | 2000.           | 2010.           |
| Белци             | 139.461 (96,2%) | 145.700 (94,7%) |
| Афроамериканци    | 708 (0,5%)      | 1.159 (0,8%)    |
| Азијати           | 1.019 (0,7%)    | 1.422 (0,9%)    |
| Хиспаноамериканци | 882 (0,6%)      | 1.620 (1,1%)    |
| Укупно            | 144.919         | 153.923         |